# Cantello
Cantello – miejscowość i gmina we Włoszech, w regionie Lombardia, w prowincji Varese.
Według danych na rok 2004 gminę zamieszkiwały 4244 osoby, 471,6 os./km².